# 헝가리 농구 국가대표팀
헝가리 농구 국가대표팀(헝가리어: Magyar kosárlabda-válogatott)은 헝가리를 대표하여 국가대항전에 참가하는 농구 국가대표팀으로 헝가리 농구 연맹에 의해 운영된다. 올림픽에 4회 참가했고 유로바스켓에서 우승 1회, 준우승 1회, 3위 1회를 달성했다.